# Monstera praetermissa
Monstera praetermissa — вид квіткових рослин з родини кліщинцевих (Araceae).

## Розповсюдження
Місцем проживання цього виду є Бразилія. Ця рослина росте переважно у вологому тропічному біомі.